# Idrettslaget Stjørdals-Blink
L'Idrettslaget Stjørdals-Blink, meglio noto come Stjørdals-Blink, è una società calcistica norvegese con sede nella città di Stjørdal. Milita nella 2. divisjon, la terza serie del campionato norvegese.

## Storia
L'Idrettslaget Stjørdals-Blink è nato dalla fusione tra lo Stjørdal Idrettslag – ai tempi dell'Arbeidernes Idrettsforbund noto come Stjørdal AIL – ed il Blink Idrettslag, avvenuta nel 1956.
Lo Stjørdals-Blink ha centrato la prima promozione in 1. divisjon della sua storia al termine del campionato 2019.

## Palmarès

### Competizioni nazionali
- 2. divisjon: 1

2019 (gruppo 1)
- 3. divisjon: 1

2017 (gruppo 5)

## Organico

### Rosa 2020
Rosa aggiornata al 14 luglio 2020.
| N. |                              | Ruolo | Calciatore            |
| -- | ---------------------------- | ----- | --------------------- |
| 1  | Trinidad e Tobago (bandiera) | P     | Nicklas Frenderup     |
| 2  | Norvegia (bandiera)          | D     | Lars Ramstad          |
| 4  | Norvegia (bandiera)          | D     | Vebjørn Vinje         |
| 5  | Norvegia (bandiera)          | C     | Anders Nygaard        |
| 7  | Norvegia (bandiera)          | C     | Marius Augdal         |
| 8  | Norvegia (bandiera)          | C     | Sander Erik Kartum    |
| 9  | Norvegia (bandiera)          | A     | Mats Lillebo          |
| 10 | Norvegia (bandiera)          | A     | Sondre Hopmark Stokke |
| 11 | Norvegia (bandiera)          | A     | Joachim Olufsen       |
| 14 | Norvegia (bandiera)          | C     | Morten Strand         |

| N. |                     | Ruolo | Calciatore          |
| -- | ------------------- | ----- | ------------------- |
| 15 | Norvegia (bandiera) | D     | Vegard Fiske        |
| 16 | Norvegia (bandiera) | D     | Arne Holter         |
| 19 | Norvegia (bandiera) | C     | Tobias Hestad       |
| 20 | Norvegia (bandiera) | C     | Simen Raaen Sandmæl |
| 21 | Svezia (bandiera)   | P     | Jonathan Johansson  |
| 25 | Norvegia (bandiera) | A     | Lasse Bransdal      |
| 29 | Norvegia (bandiera) | A     | Robin Bjørnholm     |
| 30 | Norvegia (bandiera) | A     | Jakob Römo Skille   |
| 32 | Norvegia (bandiera) | C     | Ole Kristian Rødahl |
| 35 | Norvegia (bandiera) | C     | Karl Martin Rolstad |